# Campeonato Sul-Americano de Futebol Feminino Sub-20 de 2018
O Campeonato Sul-Americano Feminino Sub-20 de 2018 foi a oitava edição da competição organizada pela Confederação Sul-Americana de Futebol (CONMEBOL) para jogadoras com até 20 anos de idade.  O torneio foi realizado sob a responsabilidade da Federação Equatoriana de Futebol, nas cidades de Riobamba, Ibarra e Ambato (Equador), entre os dias 13 e 31 de janeiro de 2018.
Assim como nas edições anteriores, o torneio serviu também como eliminatórias da CONMEBOL para a Copa do Mundo Feminina Sub-20 da FIFA. Os dois melhores times do torneio se qualificaram para a Copa do Mundo Feminina Sub-20 de 2018, na França, como representantes da CONMEBOL.
Brasil, Paraguai, Colômbia e Venezuela se classificaram para a fase final aonde disputariam, além do título da competição, as duas vagas que dariam direito a disputa do Mundial. Ao final da competição o Brasil sagrou-se como a equipe campeã com 100% de aproveitamento em todo o torneio e se classificou para a Copa do Mundo juntamente com o Paraguai, que ficou com o segundo lugar.

## Equipe participantes
Todas as dez seleções nacionais membros da CONMEBOL são aptas a disputarem o torneio.
As jogadoras nascidas a partir de 1 de janeiro de 1998 estarão aptas a competir no torneio. Cada equipe pode registrar um máximo de 22 jogadoras (três das quais devem ser goleiras).
| Seleção                | Participação | Melhor desempenho                                  |
| ---------------------- | ------------ | -------------------------------------------------- |
| Argentina              | 8ª           | Vice-campeão (2006, 2008, 2012)                    |
| Bolívia                | 8ª           | Quarto colocado (2004, 2014)                       |
| Brasil (atual campeão) | 8ª           | Campeão (2004, 2006, 2008, 2010, 2012, 2014, 2015) |
| Chile                  | 8ª           | Quarto colocado (2008, 2010)                       |
| Colômbia               | 8ª           | Vice-campeão (2010)                                |
| Equador (anfitrião)    | 8ª           | Terceiro colocado (2004)                           |
| Paraguai               | 8ª           | Vice-campeão (2004, 2014)                          |
| Peru                   | 8ª           | Quarto colocado (2006)                             |
| Uruguai                | 8ª           | Sexto colocado (2012)                              |
| Venezuela              | 8ª           | Vice-campeão (2015)                                |

## Estádios
As partidas serão disputadas em três estádios de três cidades diferentes.
| Ambato                      | Ibarra                      | Riobamba                     |
| --------------------------- | --------------------------- | ---------------------------- |
| Estádio Bellavista          | Estádio Olímpico de Ibarra  | Estádio Olímpico de Riobamba |
| 1° 14′ 41″ S, 78° 37′ 23″ O | 1° 39′ 58″ S, 78° 39′ 36″ O | 1° 39′ 58″ S, 78° 39′ 36″ O  |
| Capacidade: 16 467          | Capacidade: 18 600          | Capacidade: 14 400           |
|                             |                             |                              |

## Arbitragem
Em 10 de janeiro de 2018, a CONMEBOL anunciou a lista com 32 nomes de árbitras, mais um par de assistentes para cada um, de todas as dez federações da América do Sul, além de uma dupla de árbitros de apoio.
| País      | Federação | Nome             | Função                     |
| --------- | --------- | ---------------- | -------------------------- |
| Argentina | AFA       | Salomé di Iorio  | Árbitra                    |
| Argentina | AFA       | Maria de Almeida | Árbitra assistente         |
| Argentina | AFA       | Daiana Milone    | Árbitra assistente         |
| Bolívia   | FBF       | Sirley Cornejo   | Árbitra                    |
| Bolívia   | FBF       | Ines Choque      | Árbitra                    |
| Bolívia   | FBF       | Marina Quiroga   | Árbitra assistente         |
| Bolívia   | FBF       | Adriana Farfán   | Apoio (árbitro/assistente) |
| Brasil    | CBF       | Rejane Silva     | Árbitra                    |
| Brasil    | CBF       | Márcia Bezerra   | Árbitra assistente         |
| Brasil    | CBF       | Daiane Muniz     | Árbitra assistente         |
| Chile     | FFC       | Dione Rissios    | Árbitra                    |
| Chile     | FFC       | Cindy Nahuelcoy  | Árbitra assistente         |
| Chile     | FFC       | Marcia Castillo  | Árbitra assistente         |
| Colômbia  | FCF       | María Daza       | Árbitra                    |
| Colômbia  | FCF       | Lucia Hurtatiz   | Árbitra assistente         |
| Colômbia  | FCF       | Mayra Gonzales   | Árbitra assistente         |

| País      | Federação | Nome              | Função                     |
| --------- | --------- | ----------------- | -------------------------- |
| Equador   | FEF       | María Cornejo     | Árbitra                    |
| Equador   | FEF       | Marianela Ramírez | Árbitra assistente         |
| Equador   | FEF       | Sandra Zambrano   | Árbitra assistente         |
| Equador   | FEF       | Alba Saldarriaga  | Apoio (árbitro/assistente) |
| Paraguai  | APF       | Zulma Quiñónez    | Árbitra                    |
| Paraguai  | APF       | Rossana Salinas   | Árbitra                    |
| Paraguai  | APF       | Nadia Weiler      | Árbitra assistente         |
| Peru      | FPF       | Priscila Vásquez  | Árbitra                    |
| Peru      | FPF       | Vera Yupanqui     | Árbitra assistente         |
| Peru      | FPF       | Thyty Rodríguez   | Árbitra assistente         |
| Uruguai   | AUF       | Nadia Fuques      | Árbitra                    |
| Uruguai   | AUF       | Mariana Corbo     | Árbitra assistente         |
| Uruguai   | AUF       | Adela Sánchez     | Árbitra assistente         |
| Venezuela | FVF       | Emikar Calderas   | Árbitra                    |
| Venezuela | FVF       | Yoly García       | Árbitra assistente         |
| Venezuela | FVF       | Laura Cárdenas    | Árbitra assistente         |

## Sorteio
O sorteio do torneio foi realizado em 14 de dezembro de 2017, às 17:00 (UTC-3), na Casa de la Selección em Quito. As dez equipes foram separadas em dois grupos de cinco equipes. Os anfitriões do Equador e o atual campeão Brasil foram cabeças de chave dos Grupos A e B, respectivamente, enquanto as restantes equipes foram colocadas em quatro "potes de emparelhamento" de acordo com seus resultados no Campeonato Sul-Americano de Futebol Sub-20 de 2015: Venezuela-Colômbia, Argentina-Chile, Paraguai-Uruguai, Bolívia-Peru.

## Primeira fase
Na primeira fase da competição, as equipes são classificadas de acordo com os pontos (3 pontos para vitória, 1 ponto para empate, 0 pontos por derrota) conquistados ao longo dos confrontos. Se houver empate em número de pontos, para o desempate serão aplicados os seguintes critérios, por ordem:
1. Saldo de gols;
2. Gols marcados;
3. Confronto direto;
4. Sorteio.

As duas equipes primeira colocadas de cada grupo avançam para a fase final.
Todos os horários são locais, ECT (UTC-5).

### Grupo A
| Pos. | Equipes   | P  | J | V | E | D | GP | GC | SG  | %   | M       | Classificação             |
| ---- | --------- | -- | - | - | - | - | -- | -- | --- | --- | ------- | ------------------------- |
| 1    | Paraguai  | 12 | 4 | 4 | 0 | 0 | 15 | 2  | 13  | 100 | Estável | Classificado à fase final |
| 2    | Colômbia  | 9  | 4 | 3 | 0 | 1 | 17 | 8  | 9   | 75  | Estável | Classificado à fase final |
| 3    | Equador   | 3  | 4 | 1 | 0 | 3 | 4  | 8  | -4  | 25  | 2       |                           |
| 4    | Argentina | 3  | 4 | 1 | 0 | 3 | 4  | 9  | -5  | 25  | Estável |                           |
| 5    | Peru      | 3  | 4 | 1 | 0 | 3 | 3  | 16 | -13 | 25  | 2       |                           |

Jogos
| 13 janeiro 2018 | Colômbia      | 1–6       | Paraguai                                                      | Estádio Olímpico de Riobamba, Riobamba |
| 17:00           | Castañeda 19' | Relatório | 21', 32', 58', 90' Martínez · 84' Miño · 88' Fabiola Sandoval | Árbitro: VEN Emikar Calederas          |

| 13 janeiro 2018 | Equador       | 1–2       | Argentina        | Estádio Olímpico de Riobamba, Riobamba |
| 19:15           | Espinales 16' | Relatório | 10', 44' Berardo | Árbitro: CHI Dione Rissios             |

| 15 janeiro 2018 | Argentina   | 1–2       | Peru                      | Estádio Olímpico de Riobamba, Riobamba |
| 17:00           | Morcillo 8' | Relatório | 10' Arevalo · 28' Paredes | Árbitro: URU Nadia Fuques              |

| 15 janeiro 2018 | Equador       | 1–4       | Colômbia                                  | Estádio Olímpico de Riobamba, Riobamba |
| 19:15           | Espinales 73' | Relatório | 3' Pérez · 18', 63' Acuña · 68' Castañeda | Árbitro: BOL Sirley Cornejo            |

| 17 janeiro 2018 | Colômbia                                                                              | 9–0       | Peru | Estádio Olímpico de Riobamba, Riobamba |
| 17:00           | Castañeda 9', 17', 30', 50', 57' · Pérez 12' · Venegas 23' · Acosta 78' · Barreto 84' | Relatório |      | Árbitro: BRA Rejane Silva              |

| 17 janeiro 2018 | Equador | 0–2       | Paraguai                                 | Estádio Olímpico de Riobamba, Riobamba |
| 19:15           |         | Relatório | 28' Fabiola Sandoval · 44' Lice Chamorro | Árbitro: URU Nadia Fuques              |

| 19 janeiro 2018 | Paraguai                                 | 4–1       | Peru                 | Estádio Olímpico de Riobamba, Riobamba |
| 17:00           | Martínez 52', 57' · Fanny Godoy 62', 70' | Relatório | 86' Esthefany Espino | Árbitro: CHI Dione Rissios             |

| 19 janeiro 2018 | Colômbia                               | 3–1       | Argentina   | Estádio Olímpico de Riobamba, Riobamba |
| 19:15           | Castañeda 42', 89' · Melissa Rivas 81' | Relatório | 65' Berardo | Árbitro: VEN Emikar Calderas           |

| 21 janeiro 2018 | Argentina | 0–3       | Paraguai                                                  | Estádio Olímpico de Riobamba, Riobamba |
| 17:00           |           | Relatório | 19' Fabiola Sandoval · 24' Martínez · 61' Dahiana Bogarín | Árbitro: BRA Rejane Silva              |

| 21 janeiro 2018 | Peru | 0–2       | Equador                                  | Estádio Olímpico de Riobamba, Riobamba |
| 19:15           |      | Relatório | 19' Marthina Aguirre · 65' Ana Paladines | Árbitro: BOL Sirley Cornejo            |

### Grupo B
| Pos. | Equipes   | P  | J | V | E | D | GP | GC | SG  | %   | M       | Classificação             |
| ---- | --------- | -- | - | - | - | - | -- | -- | --- | --- | ------- | ------------------------- |
| 1    | Brasil    | 12 | 4 | 4 | 0 | 0 | 13 | 0  | +13 | 100 | Estável | Classificado à fase final |
| 2    | Venezuela | 7  | 4 | 2 | 1 | 1 | 3  | 3  | 0   | 58  | Estável | Classificado à fase final |
| 3    | Chile     | 6  | 4 | 2 | 0 | 2 | 9  | 4  | 5   | 50  | Estável |                           |
| 4    | Uruguai   | 3  | 4 | 1 | 0 | 3 | 3  | 9  | -6  | 25  | Estável |                           |
| 5    | Bolívia   | 1  | 4 | 0 | 1 | 3 | 2  | 14 | -12 | 8   | Estável |                           |

Jogos
| 14 janeiro 2018 | Venezuela         | 1–0       | Uruguai | Estádio Olímpico de Ibarra, Ibarra |
| 17:00           | Castellanos 45+2' | Relatório |         | Árbitro: COL María Daza            |

| 14 janeiro 2018 | Brasil                                         | 3–0       | Chile | Estádio Olímpico de Ibarra, Ibarra |
| 19:15           | Thais Reiss 8' · Brenda Woch 18' · Kerolin 33' | Relatório |       | Árbitro: PAR Zulma Quiñónez        |

| 16 janeiro 2018 | Chile                                                   | 5–0       | Bolívia | Estádio Olímpico de Ibarra, Ibarra |
| 17:00           | Grez 19' · Balmaceda 61' · Vásquez 63', 69' · Olave 88' | Relatório |         | Árbitro: PER Priscila Vásquez      |

| 16 janeiro 2018 | Brasil         | 2–0       | Venezuela | Estádio Olímpico de Ibarra, Ibarra |
| 19:15           | Geyse 50', 60' | Relatório |           | Árbitro: ARG Salomé di Iorio       |

| 18 janeiro 2018 | Venezuela       | 1–1       | Bolívia          | Estádio Olímpico de Ibarra, Ibarra |
| 17:00           | Castellanos 29' | Relatório | 11' Leonela Cruz | Árbitro: PAR Zulma Quiñónez        |

| 18 janeiro 2018 | Brasil                       | 3–0       | Uruguai | Estádio Olímpico de Ibarra, Ibarra |
| 19:15           | Geyse 70', 79' · Valéria 76' | Relatório |         | Árbitro: ECU María Cornejo         |

| 20 janeiro 2018 | Uruguai                         | 3–1       | Bolívia   | Estádio Olímpico de Ibarra, Ibarra |
| 17:00           | Pizarro 12', 70' · Bermúdez 88' | Relatório | 38' Andía | Árbitro: COL María Daza            |

| 20 janeiro 2018 | Venezuela      | 1–0       | Chile | Estádio Olímpico de Ibarra, Ibarra |
| 19:15           | Castellanos 9' | Relatório |       | Árbitro: ECU María Cornejo         |

| 22 janeiro 2018 | Chile                                              | 4–0       | Uruguai | Estádio Olímpico de Ibarra, Ibarra |
| 17:00           | Vásquez 34' · Olave 43' · Grez 61' · Jiménez 90+2' | Relatório |         | Árbitro: PER Priscila Vásquez      |

| 22 janeiro 2018 | Bolívia | 0–5       | Brasil                                                               | Estádio Olímpico de Ibarra, Ibarra |
| 19:15           |         | Relatório | 6' Ariadna · 31' Andrada · 34' Victória · 46' Isabella · 61' Juliana | Árbitro: ARG Salomé di Iorio       |

## Fase final
Na fase final da competição, as equipes são classificadas de acordo com os pontos (3 pontos para vitória, 1 ponto para empate, 0 pontos por derrota) conquistados ao longo dos confrontos desta fase. Se houver empate em número de pontos, para o desempate serão aplicados os seguintes critérios, por ordem:
1. Saldo de gols;
2. Gols marcados;
3. Confronto direto;
4. Pontuação de Fair play (primeiro cartão amarelo recebido: menos 1 ponto, segundo cartão amarelo/cartão vermelho: menos 3 pontos, cartão vermelho direto: menos 4 pontos, cartão amarelo e cartão vermelho direto: menos 5 pontos);
5. Sorteio.

A primeira colocada nesta fase receberá o título de Campeã Sul-Americana de Futebol Feminino Sub-20 de 2018. As duas equipes primeira colocadas estarão classificadas à Copa do Mundo de Futebol Feminino Sub-20 de 2018.
Todos os horários são locais, ECT (UTC-5).
| Pos. | Equipes   | P | J | V | E | D | GP | GC | SG | %   | M       | Classificação                                    |
| ---- | --------- | - | - | - | - | - | -- | -- | -- | --- | ------- | ------------------------------------------------ |
| 1    | Brasil    | 9 | 3 | 3 | 0 | 0 | 17 | 1  | 16 | 100 | Estável | Copa do Mundo de Futebol Feminino Sub-20 de 2018 |
| 2    | Paraguai  | 6 | 3 | 2 | 0 | 1 | 8  | 11 | -3 | 67  | Estável | Copa do Mundo de Futebol Feminino Sub-20 de 2018 |
| 3    | Colômbia  | 3 | 3 | 1 | 0 | 2 | 4  | 8  | -4 | 33  | Estável |                                                  |
| 4    | Venezuela | 0 | 3 | 0 | 0 | 3 | 1  | 10 | -9 | 0   | Estável |                                                  |

Jogos
| 25 janeiro 2018 | Paraguai                                               | 3–1       | Venezuela       | Estádio Bellavista, Ambato   |
| 17:00           | Fabiola Sandoval 34' · Sánchez 38' · Lice Chamorro 44' | Relatório | 66' Castellanos | Árbitro: ARG Salomé di Iorio |

| 25 janeiro 2018 | Brasil                                                   | 4–0       | Colômbia | Estádio Bellavista, Ambato |
| 19:15           | Isabella 40' · Kerolin 45' · Brenda Woch 51' · Geyse 70' | Relatório |          | Árbitro: CHI Dione Rissios |

| 28 janeiro 2018 | Brasil                                                          | 5–0       | Venezuela | Estádio Bellavista, Ambato  |
| 17:00           | Geyse 1', 73' · Ana Vitória 38' · Kerolin 86' · Brenda Woch 89' | Relatório |           | Árbitro: BOL Sirley Cornejo |

| 28 janeiro 2018 | Paraguai                                                                               | 4–2       | Colômbia         | Estádio Bellavista, Ambato |
| 19:15           | Fanny Godoy 5' (pen.) · Lice Chamorro 61' · Dahiana Bogarín 72' · Fabiola Sandoval 81' | Relatório | Córdoba 27', 85' | Árbitro: URU Nadia Fuques  |

| 31 janeiro 2018 | Colômbia           | 2–0       | Venezuela | Estádio Bellavista, Ambato    |
| 17:00           | Castañeda 13', 72' | Relatório |           | Árbitro: PER Priscila Vásquez |

| 31 janeiro 2018 | Paraguai          | 1–8       | Brasil                                                                           | Estádio Bellavista, Ambato   |
| 19:15           | Lice Chamorro 80' | Relatório | 6', 42', 57', 78', 90+1' Geyse · 17' Ana Vitória · 82' Brenda Woch · 88' Valéria | Árbitro: ARG Salomé di Iorio |

## Equipes classificadas para a Copa do Mundo
As duas equipes seguintes, representantes da CONMEBOL, se classificaram para a disputa da Copa do Mundo de Futebol Feminino Sub-20 de 2018.
| Equipe   | Classificado em       | Participações anteriores no Mundial1               |
| -------- | --------------------- | -------------------------------------------------- |
| Brasil   | 28 de janeiro de 2018 | 8 (2002, 2004, 2006, 2008, 2010, 2012, 2014, 2016) |
| Paraguai | 28 de janeiro de 2018 | 1 (2014)                                           |

1 Negrito indica o campeão mundial do ano. Itálico indica o país sede do ano.

## Premiação
| Campeonato Sul-Americano Sub-20 Feminino de 2018 |
| ------------------------------------------------ |
| BRASIL Campeã (8º título)                        |

## Artiheiras
12 gols (1)
- Geyse[2]

11 gols (1)
- Castañeda

7 gols (1)
- Martínez

5 gols (1)
- Fabiola Sandoval

4 gols (2)
| - Castellanos | - Brenda Woch |  |

3 gols (5)
| - Berardo - Kerolin | - Vásquez - Fanny Godoy | - Lice Chamorro |

2 goals (11)
| - Ana Vitória - Isabella - Valéria - Grez | - Olave - Acuña - Córdoba - Pérez | - Espinales - Dahiana Bogarín - Pizarro |  |

1 goal (21)
| - Morcillo - Andía - Leonela Cruz - Ariadna - Juliana - Thais Reiss - Victória | - Balmaceda - Jiménez - Acosta - Barreto - Venegas - Melissa Rivas - Ana Paladines | - Marthina Aguirre - Miño - Sánchez - Arevalo - Esthefany Espino - Paredes - Bermúdez |

Gols contra (1)
- Andrada (para o Brasil)